# Jung Soseong
Dans ce nom coréen, le nom de famille, Jung, précède le nom personnel So-seong.
Pour les articles homonymes, voir Jung.
Jeong So-seong (en hangeul : 정소성), né le 11 février 1944 à Daegu et mort le 24 octobre 2020, est un écrivain sud-coréen. 

## Biographie
Né à Daegu, Jeong So-seong obtient une licence en littérature française à l'université nationale de Séoul puis un doctorat à  l'université de Grenoble en France. Sa thèse portait sur Saint-Exupéry. Il a donné des conférences en langue française à l'université nationale de Chonnam et l'université nationale Chonbuk. Depuis 1979, il enseigne à l'université Dankook.
En 1994, il remporte le prix Woltan pour Daedongyeojido.

## Œuvre
À travers ses récits, il a mis l'accent sur le problème des échanges humains dans le contexte de la division nationale de la Corée tout en prêtant attention aux crises sociétales de son époque. Il a ainsi mis en avant dans ses récits le pouvoir du peuple face à ces crises. Il ne se prononce pas directement sur la politique de son pays ou sur le manque d'humanité de ses semblables, mais insiste plutôt sur la violence et l'oppression qui découlent des crises sociales. La plupart de ses romans adoptent le point de vue d'un voyageur solitaire. Bien qu'il traite d'événements historiques ponctuels, le travail de Jeong englobe un vaste champ littéraire dans lequel il décrit simultanément les paysages intérieurs des hommes ainsi que leur existence en tant qu'êtres sociaux.
Il est considéré comme un écrivain prolifique, qui a publié quasiment un roman par an. Parmi ses romans les plus connus on compte La neige de mille ans (Cheonnyeoneul naerineun nun, 1983), Le navire pour Athènes (Atene ganeun bae, 1986), La chambre des mauvais esprits (Angnyeong-ui jip, 1989), La terre du sang-mêlé (Honhyeorui ttang, 1990) , La rivière brumeuse (Angae naerineun gang, 1990), Le dernier amant (Choehu-ui yeonin, 1993), Le péché originel de l'amour (Sarang-ui wonjoe, 1993), Daedong-yeojido (Daedong-yeojido, 1994), La sexualité féminine (Yeoja-ui seong, 1996), Destin (Unmyeong, 1996), et Deux femmes (Du anae, 1999).